# Ignacio Moisés Cal y Mayor Gutiérrez
Ignacio Moisés Cal y Mayor Gutiérrez (San Cristóbal de las Casas, Chiapas, México, 4 de septiembre de 1927-Ciudad de México, México, 9 de junio de 2019) fue un destacado jurista mexicano que se desempeñó como ministro de la Suprema Corte de Justicia de la Nación, entre el 10 de julio de 1991 y el 31 de diciembre de 1994.

## Biografía
Nacido en la Ciudad de San Cristóbal de las Casas, Chiapas, México, Cal y Mayor fue el tercer hijo, y primer varón, de los diez hijos que tuvieron el abogado y Notario Raquel Damián Cal y Mayor y la señora Lucina Gutiérrez Rincón.
Inició su camino hacia una distinguida carrera como juzgador al ingresar a la entonces Escuela Nacional de Jurisprudencia, que en 1955 se transformaría en la hoy Facultad de Derecho de la Universidad Nacional Autónoma de México (UNAM), donde obtuvo su título profesional el 6 de mayo de 1952, sustentando la tesis titulada "El problema rural en México y la pequeña propiedad".
El Ministro Jubilado Ignacio Moisés Cal y Mayor Gutiérrez falleció en la Ciudad de México el 9 de junio de 2019. Al día siguiente, el pleno de la Suprema Corte de Justicia de la Nación guardó un minuto de silencio en su honor. 
Su legado perdura como un ejemplo de dedicación a la carrera judicial, a la que dedicó gran parte de su vida profesional.

## Trayectoria profesional
Su distinguida carrera judicial inició en 1952, como Juez de Primera Instancia, en las ciudades de Comitán de Domínguez, Cintalapa de Figueroa y Villaflores, todas en el Estado de Chiapas. 
Ignacio Moisés Cal y Mayor Gutiérrez inició su carrera en el Poder Judicial el 16 de abril de 1955, cuando asumió el cargo de Actuario Judicial de Segunda de manera interina. Dentro del Poder Judicial de la Federación desempeñó roles clave, incluyendo el cargo de Secretario del Juzgado de Distrito en Tuxtla Gutiérrez y en Tapachula, Chiapas, así como del Segundo Juzgado de Distrito en Materia Penal en el entonces Distrito Federal, hoy Ciudad de México; y, más adelante, prestaría sus servicios en el entonces único Juzgado de Distrito en Acapulco, Guerrero. 
Posteriormente, fue designado Secretario de Estudio y Cuenta adscrito a la Primera Sala de la Suprema Corte de Justicia. En esta posición, trabajó en la Ponencia del Ministro y General Agustín Mercado Alarcón.
El 1 de julio de 1961, Cal y Mayor Gutiérrez fue designado Juez de Distrito. Durante su tiempo como juez, ejerció sus funciones en varios Juzgados de Distrito, incluyendo el entonces único Juzgado de Distrito en el Estado de Chiapas, en el Juzgado de Distrito en el Estado de Aguascalientes y en el Juzgado Primero de Distrito en la ciudad y Puerto de Veracruz.
A partir del 16 de octubre de 1967, Cal y Mayor Gutiérrez asumió el cargo de Magistrado de Circuito, una función jurisdiccional de gran importancia en el sistema judicial mexicano. Durante sus años como magistrado, desempeñó su labor en diversas ciudades, incluyendo Saltillo y Torreón, Coahuila, y el Puerto de Veracruz. También trabajó en la Ciudad de México, donde fue parte de los Tribunales Colegiados en Materia Civil, específicamente en el Segundo y Quinto Tribunales Colegiados. Su destacado desempeño lo llevó a convertirse en el Magistrado Decano del Poder Judicial de la Federación, un reconocimiento de su experiencia y habilidades como juez.
El 10 de julio de 1991, Ignacio Moisés Cal y Mayor Gutiérrez asumió el cargo de Ministro Numerario Interino, nombramiento que le fue otorgado por el entonces Presidente de la República, Carlos Salinas de Gortari. Un año después, el 1 de julio de 1992, fue nombrado Ministro Numerario Propietario, consolidando su posición en la Suprema Corte de Justicia de la Nación, donde también desempeñó el cargo de Presidente de la Primera Sala del Alto Tribunal.
El Ministro Cal y Mayor Gutiérrez ejerció el cargo de Ministro hasta el 31 de diciembre de 1994.

## Actividades académicas
A lo largo de su carrera, el ministro Cal y Mayor impartió las cátedras de Historia de México, Introducción a la Filosofía, Sociología y la clase de Amparo en Materia Civil, en la Universidad de la Villa Rica, en el Puerto de Veracruz, Veracruz; también fue profesor del ahora Instituto de la Judicatura Federal, Escuela Judicial.